# Parábola del guía ciego
La parábola del guía ciego es una de las parábolas de Jesús que forma parte de un grupo de ellas incluidas en un capítulo llamado Rectitud de corazón y que son las siguientes: Parábola de la mota y la viga ; Parábola del árbol y sus frutos y la Parábola de la casa edificada sobre roca

## Texto bíblico
- Según Lucas el evangelista (Lc 6; 39-40)

Les dijo también una parábola: —¿Acaso puede un ciego guiar a otro ciego? ¿No caerán los dos en el hoyo? »No está el discípulo por encima del maestro; todo aquel que esté bien instruido podrá ser como su maestro.

## Interpretación de la Iglesia católica
El discurso concluye con varias enseñanzas del Señor que tienen un común denominador: no hay que atender a las manifestaciones externas de piedad o virtud, sino a la disposición interior. Las glosas de los santos pueden ayudar a hacer práctica esa doctrina. En el comienzo, se subraya la necesidad de purificación para poder ver con claridad a Dios y a los demás: «Si tú me dices: “Muéstrame a tu Dios”, yo te diré a mi vez: “Muéstrame tú al hombre que hay en ti”, y yo te mostraré a mi Dios. Muéstrame, por tanto, si los ojos de tu mente ven, y si oyen los oídos de tu corazón. (…) Ven a Dios los que son capaces de mirarlo, porque tienen abiertos los ojos del espíritu. Porque todo el mundo tiene ojos, pero algunos los tienen oscurecidos y no ven la luz del sol. Y no porque los ciegos no vean ha de decirse que el sol ha dejado de lucir, sino que esto hay que atribuírselo a sí mismos y a sus propios ojos. De la misma manera, se pueden tener los ojos de tu alma oscurecidos a causa de tus pecados y malas acciones»